# Rajd Akropolu 1966
Rajd Akropolis 1966 (14. Acropolis Rally) – 14 edycja rajdu samochodowego Rajd Akropolis rozgrywanego w Grecji. Rozgrywany był od 26 do 29 maja 1966 roku. Była to szósta runda Rajdowych Mistrzostw Europy w roku 1966.

## Klasyfikacja rajdu
| Miejsce                      | Kierowca                     | Pilot                        | Samochód                     | Czas                         | Strata                       |                              |
| Klasyfikacja generalna i ERC | Klasyfikacja generalna i ERC | Klasyfikacja generalna i ERC | Klasyfikacja generalna i ERC | Klasyfikacja generalna i ERC | Klasyfikacja generalna i ERC | Klasyfikacja generalna i ERC |
| ---------------------------- | ---------------------------- | ---------------------------- | ---------------------------- | ---------------------------- | ---------------------------- | ---------------------------- |
| 1.                           | Bengt Söderström             | Gunnar Palm                  | Ford Cortina Lotus MK1       | 1:46                         | 0.0                          |                              |
| 2.                           | Roger Clark                  | Brian Melia                  | Ford Cortina Lotus MK1       | 3:38                         | +1:52                        |                              |
| 3.                           | Paddy Hopkirk                | Ronald Crellin               | BMC Mini Cooper S            | 10:41                        | +8:55                        |                              |
| 4.                           | Ove Andersson                | Rolf Dahlgren                | Lancia Fulvia Coupé HF       | 10:57                        | +9:11                        |                              |
| 5.                           | Carl Orrenius                | Gustaf Schröderheim          | Saab Monte Carlo 850         | 12:49                        | +11:02                       |                              |
| 6.                           | Sobiesław Zasada             | Zenon Leszczuk               | Steyr Puch 650 TR            | 15:21                        | +13:35                       |                              |
| 7.                           | Hans Lund                    | Björn Wahlgren               | Saab Monte Carlo 850         | 15:54                        | +14:08                       |                              |
| 8.                           | Peter Harper                 | Ian Hall                     | Sunbeam Tiger                | 15:57                        | +14:11                       |                              |
| 9.                           | Joginder Singh               | Jan-Eric Virgin              | Volvo 122 S                  | 34:40                        | +32:54                       |                              |
| 10.                          | Timo Mäkinen                 | Paul Easter                  | Morris Mini Cooper S         | 35:58                        | +34:12                       |                              |